# La Gitana
La Gitana és una muntanya de 875 metres que es troba al municipi de Vilaplana, a la comarca catalana del Baix Camp.